# Museo de Roncesvalles
El Museo de Roncesvalles es un museo situado en la Real Colegiata de Santa María en el conjunto monumental de Roncesvalles. El museo ha ofrecido colección de arte sacro de la Real Colegiata de Nuestra Señora : esculturas, textiles, numismática, libros antiguos, manuscritos e imprentas, e incluso orfebrería, que es la más importante de sus colecciones.
En su interior se encuentra la biblioteca colegial.

## Obras de arte
En escultura destaca la estatua de una figura femenina sentada gótica, datada del siglo XIV y una talla de San Miguel del segundo tercio del siglo XVI. También algunos relieves y estatuas del retablo mayor de la colegiata, realizados entre 1618 y 1624. En cuanto a la pintura, lo más destacable es el tríptico de la Crucifixión (escuela nórdica, siglo XVI), donado a la colegiata en 1720 por doña Xeronima Semenetz Espartza, al parecer de origen flamenco. Un cuadro de la Sagrada Familia, de Luis de Morales, similar al de la Catedral Nueva de Salamanca. Pintura del Martirio de San Lorenzo, barroco, siglo XVII de la primera mitad del siglo I, y otra de Judit, portando la cabeza de Holofernes.
En orfebrería, cabe destacar una hermosa caja de plata de color dorado con una tapa de fina filigrana y una fecha entre 1274 y 1328. Hay otra caja de plata, parcialmente dorada, del siglo XVI, que utiliza medallones y relieves medievales.
También se presentan vasijas reliquia, y en particular « El ajedrez de Carlomagno », llamadas así por su disposición en forma de tablero de ajedrez. Esta pieza, de estilo gótico de la segunda mitad del siglo XIX, consta de un núcleo de madera, parcialmente recubierto con láminas de plata dorada, esmalte translúcido y cristal.La famosa esmeralda de Miramamolín, que, según la leyenda, fue utilizada por Sancho VII el Temerario para quitarle el turbante al rey musulmán en la batalla de las Navas de Tolosa, y que posteriormente fue incluida como símbolo en el escudo de armas de Navarra. El evangelista sobre el que juraron fidelidad los reyes de Navarra, obra de orfebrería románica.

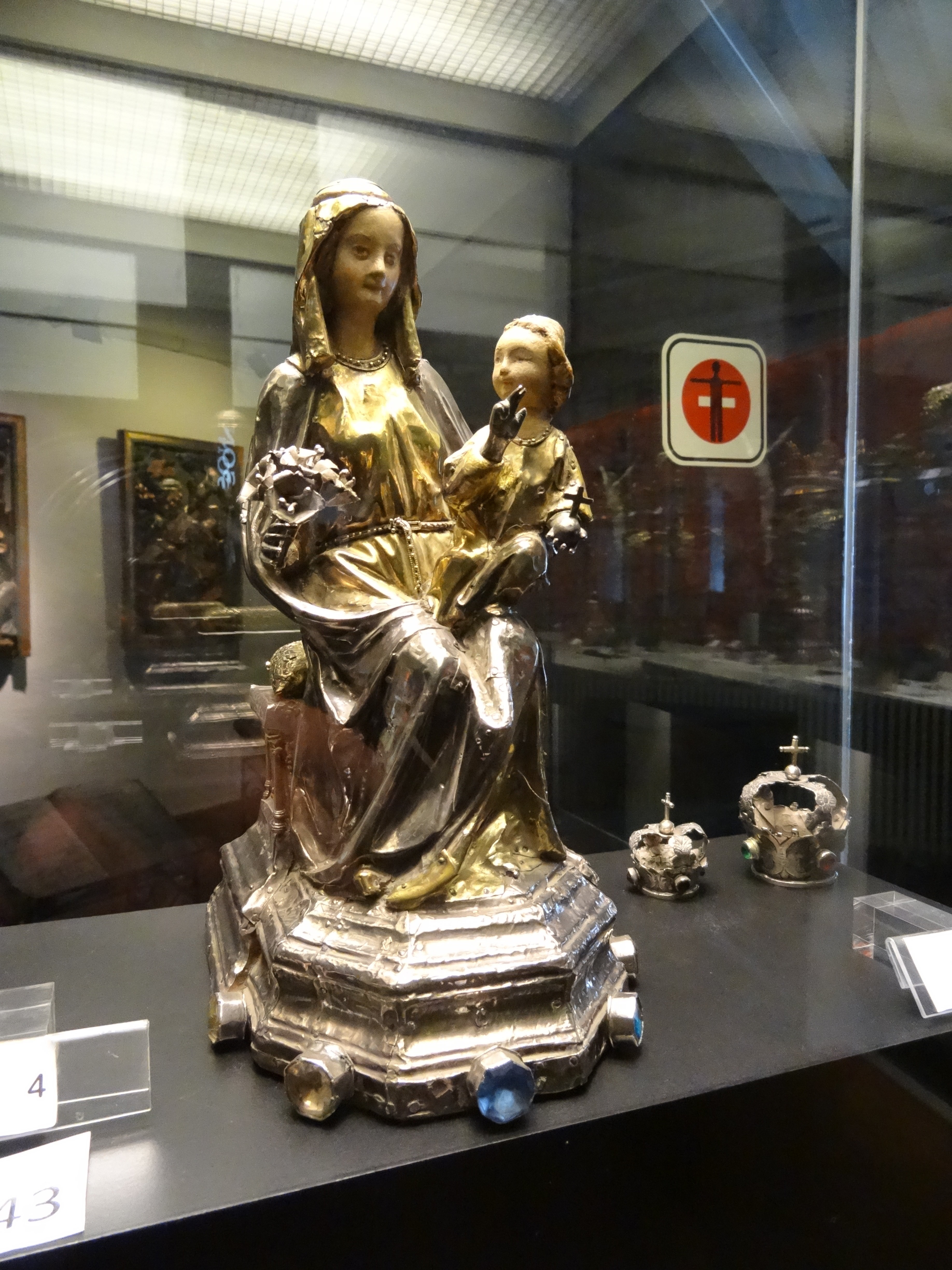
Escultura de la Virgen María
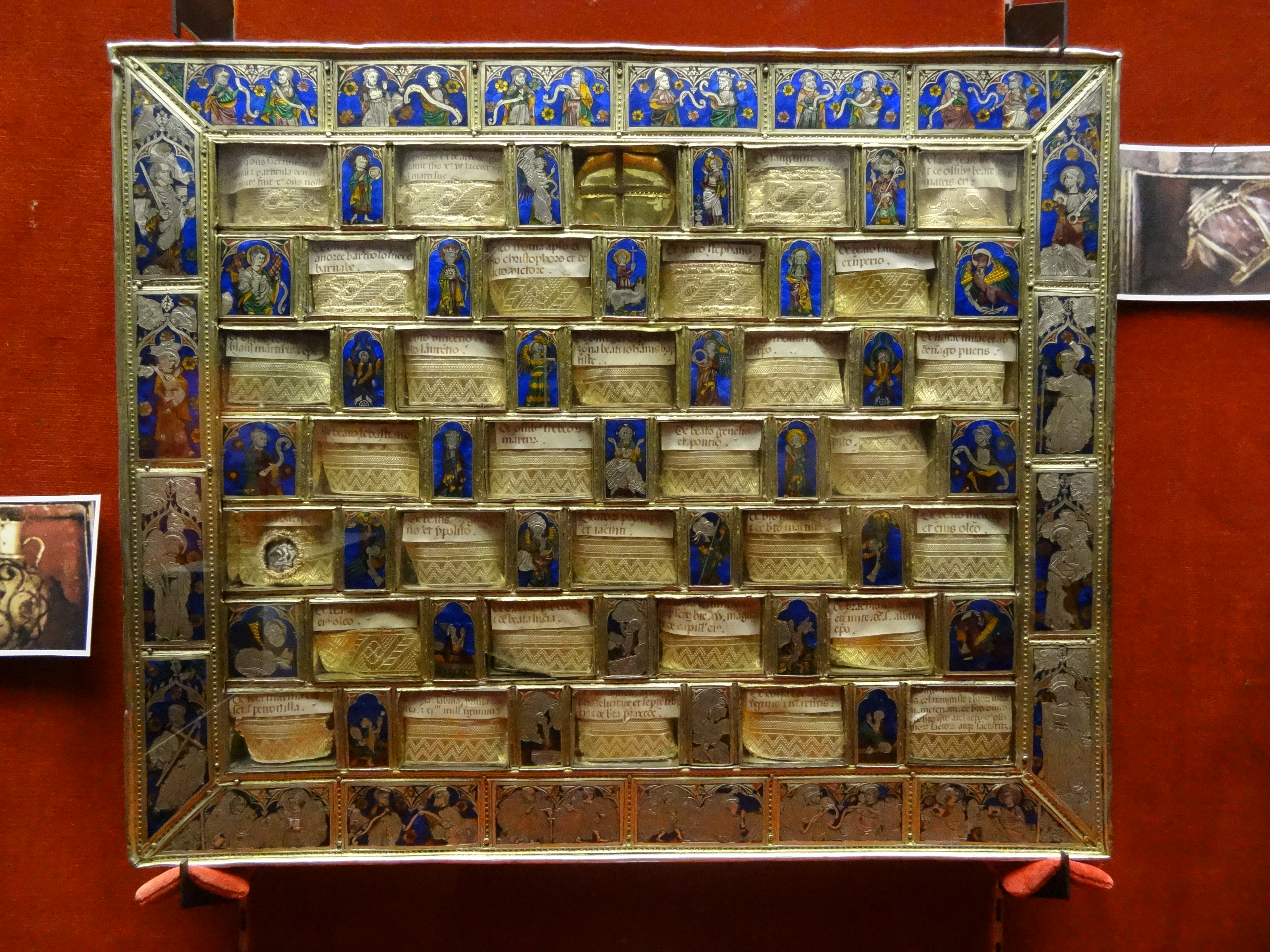
El ajedrez de Carlomagno
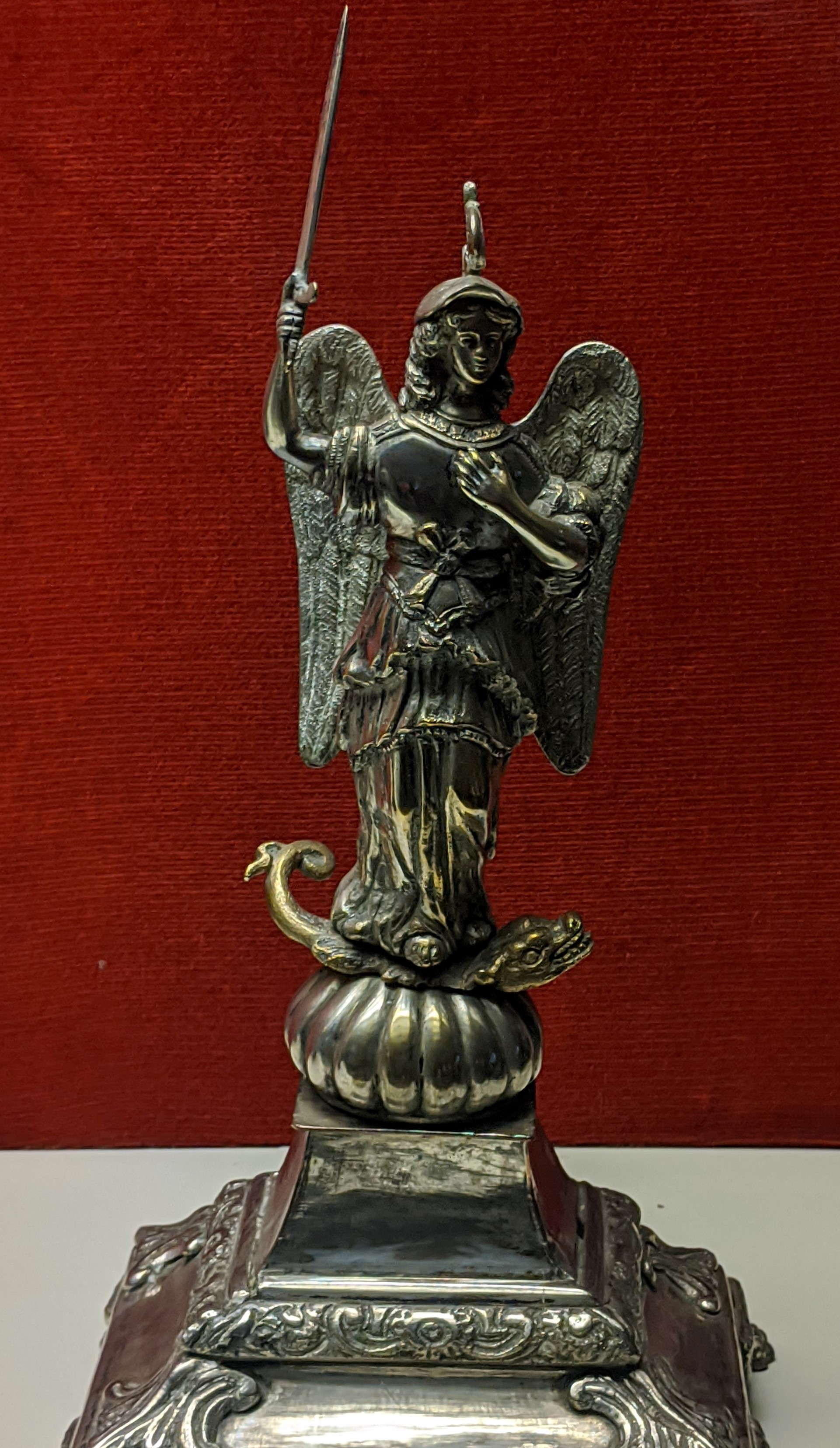
Escultura del Arcángel Miguel
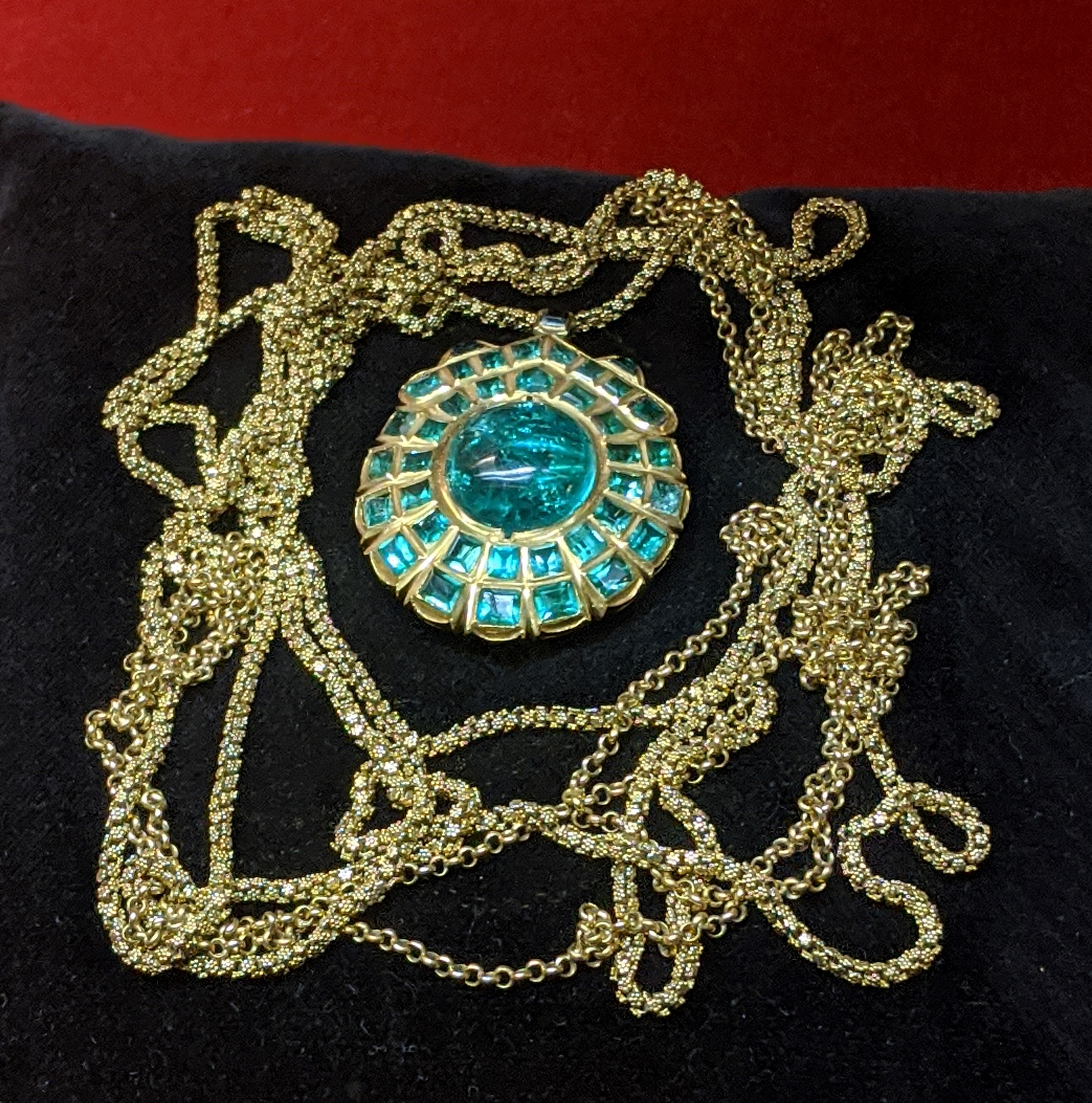
Esmeralda Miramolin
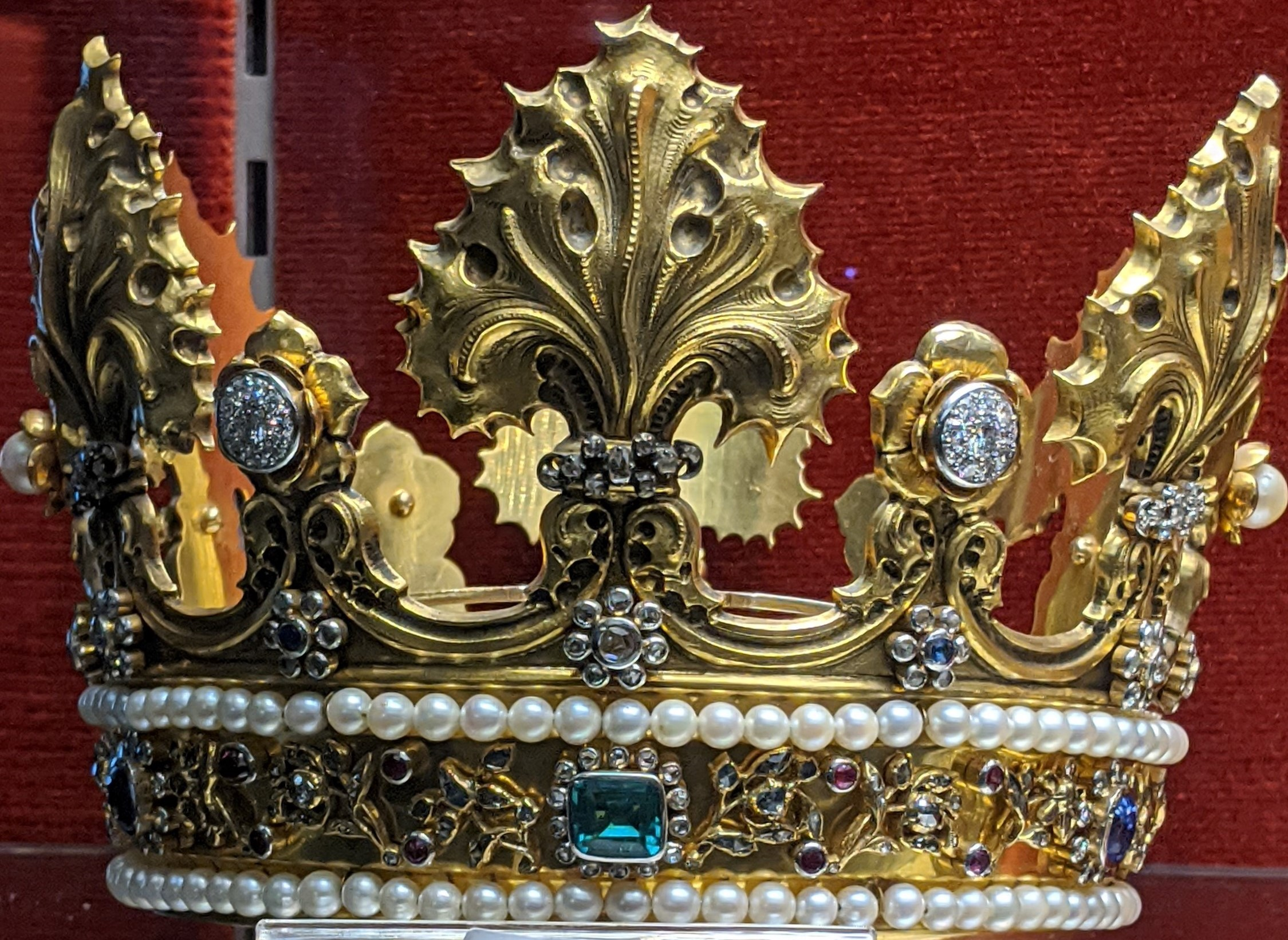
Corona de la Virgen de Roncesvalles